# International Council on Clean Transportation
International Council on Clean Transportation (ICCT) est une ONG indépendante sans but lucratif qui définit sa mission "fournir recherche impartiale et analyse technique et scientifique aux autorités de règlementation environnementale". Plusieurs fondations (ClimateWorks Foundation,  William and Flora Hewlett Foundation, Energy Foundation, David and Lucile Packard Foundation) sont à l'origine de sa création.

## Le scandale Volkswagen
En 2013, ICCT commande aux chercheurs de l'Université de Virginie-Occidentale des tests sur les émissions des véhicules diesel de Volkswagen. En mai 2014, ICCT alerte l'agence de protection environnementale américaine EPA et l'agence régionale californienne California Air Resources Board sur les niveaux élevés d'émissions d'oxyde d'azote par rapport à ce qu'il est permis légalement,. En septembre 2015, l'EPA déclare que Volkswagen pourrait être passible d'une amende de 18 milliards $ du fait de l'utilisation d'un logiciel faussant les évaluations d'émissions. Près de 500 milliers de voitures diesel VW et Audi vendues entre 2009 et 2015 sont concernées. Cette annonce déclenche une controverse au niveau mondial.